# Студент Революції
«Студент Революції» — часопис виходив у Харкові від 1922 року російською, від 1924 року українською й російською мовами; спершу як місячник, потім двотижневик (1930 рік), а у 1931—1932 роках щодекади. Видавець — Центральне і Харківське Бюро Пролетарського Студентства України, від лютого 1931 року — Всеукраїнська Рада Профспілок, наклад близько 5 000. Ліквідований на 7 — 8 ч. 1933 року.
У журналі висвітлювалося життя студентів сільськогосподарських вишів, педагогічних вишів